# Campionati nordici di lotta 2005
I campionati nordici di lotta 2005 si sono svolti a Narvik, in Norvegia, il 4 giugno 2005.

## Podi

### Lotta greco-romana
| Evento        | Oro                | Argento                | Bronzo           |
| Fino a 55 kg  | Anders Nyblom      | Thomas Rønningen       | Petri Isokoski   |
| Fino a 60 kg  | Håkan Nyblom       | Jani Hermansson        | Stig André Berge |
| Fino a 66 kg  | Hamid Mokhtarzadeh | Juha Hiltunen          | Tero Välimäki    |
| Fino a 74 kg  | Mark Madsen        | Valtteri Moisio        | Tommy Lundell    |
| Fino a 84 kg  | Mats Rolfsen       | Hannu-Pekka Kattelmäki | Jim Pettersson   |
| Fino a 96 kg  | Toomas Proovel     | Fritz Aanes            | Johan Eurén      |
| Fino a 120 kg | Karol Maurer       | Ruslan Hristoforov     | Benny Stokkedal  |